# 방촌역
방촌역(Bangchon station, 芳村驛)은 대구광역시 동구 동촌로에 있는 대구 도시철도 1호선의 역이다. 인근에 M스타하우스 웨딩&컨벤션홀이 있다. 심야에 1편성이 주박한다.

## 특징
출구는 4개가 설치되어 있으며, 그 중 1번 출구에는 에스컬레이터가 설치되어 있다. 이 역의 1번 출구로 나가서 우회전 하여 둔산로를 따라 쭉 가면 옛 해안동의 마을이 나온다. 1호선 하행 열차의 심야 주박역이며, 안심행 막차가 떠난 이후 이 역을 종점으로 하는 열차가 자정까지 운행된다. 열차 운행이 종료 된 후 다음날 아침에 설화명곡행 첫차가 이 역에서 출발한다. 양 방향으로 건넘선이 설치되어 있다.

## 역명의 유래
고려시대에는 풍요롭고 살기 좋은 마을이라고 하여 격양동 이라고 불렀는데 조선 중기에는 방촌천 좌우가 버드나무로 숲을 이루었다고 하여 유광촌 이라고 하였다. 그러다가 일제강점기 이후부터는 흙이 기름지고 물도 풍부하여 살기 좋은 곳이라는 뜻으로 방촌동 이라고 불렀다.

## 역사
- 1998년 5월 2일 : 대구 도시철도 1호선 개통과 함께 영업 개시
- 2016년 8월 5일 : 스크린도어 설치

## 역 구조
2면 2선의 상대식 승강장이 있는 지하 역이며, 승강장 벽면 색상은 노란색이다.  스크린도어가 설치되어 있다.

### 승강장
| 해안 ↑ |
| \| 상  |
| ↓ 용계 |

| 상행 | ● 대구 도시철도 1호선 | 반월당·중앙로·설화명곡 방면 |
| 하행 | ● 대구 도시철도 1호선 | 신기·반야월·안심·하양 방면  |

- 승강장 번호는 없다.
- 대합실을 통해, 반대편 승강장으로 이동이 가능하다.

## 역 주변
| 나가는 곳 | 방면 |
| --------- | --- |
| 1         | 해안동 행정복지센터 IM뱅크 방촌지점 국민은행 방촌지점 농협 동촌농협방촌지점 새마을금고 방촌역지점 대구해안초등학교 |
| 2         | 방촌동행정복지센터 방촌시장 방촌초등학교 방촌동우체국 서한강변타운 방촌우방맨션 새마을금고 방촌역지점              |
| 3         | 용호초등학교 현대방촌맨션 백자맨션                                                                                 |
| 4         | 방촌치안센터 진명학원                                                                                              |

## 승차량 변동
그다지 이용객 수가 많지 않지만, 이 역은 회차선(안심 방향)이 설치되어 있어서 소음 방지를 위해 2016년에 스크린도어가 우선 설치되었다.
| 노선  | 승차 인원 | 승차 인원 | 승차 인원 | 승차 인원 | 승차 인원 | 승차 인원 | 승차 인원 | 승차 인원 | 승차 인원 | 승차 인원 | 주석  |
| 노선  | 1997년    | 1998년    | 1999년    | 2000년    | 2001년    | 2002년    | 2003년    | 2004년    | 2005년    | 2006년    | 주석  |
| ----- | --------- | --------- | --------- | --------- | --------- | --------- | --------- | --------- | --------- | --------- | ----- |
| 1호선 | 미개통    | 2,272     | 3,131     | 미공개    | 2,990     | 3,090     | 1,750     | 2,989     | 3,127     | 3,498     | [ 1 ] |
| 노선  | 2007년    | 2008년    | 2009년    | 2010년    | 2011년    | 2012년    | 2013년    | 2014년    | 2015년    | 2016년    |       |
| 1호선 | 3,260     | 3,196     | 3,086     | 3,034     | 3,279     | 3,376     | 3,336     | 3,314     | 3,401     | 3,399     | [ 1 ] |
| 노선  | 2017년    | 2018년    | 2019년    | 2020년    | 2021년    |           |           |           |           |           |       |
| 1호선 |           |           |           |           |           |           |           |           |           |           |       |

## 인접한 역
| 대구 도시철도 1호선    | 대구 도시철도 1호선   | 대구 도시철도 1호선 |
| ---------------------- | --------------------- | ------------------- |
| 139 해안 설화명곡 방면 | ● 대구 도시철도 1호선 | 141 용계 하양 방면  |